# Canal Terres de l'Ebre
El Canal Terres de l'Ebre, també conegut com a Canal TE, és un canal de televisió comarcal que abasta tota la geografia de les Terres de l'Ebre (Montsià, Baix Ebre, Ribera d'Ebre i Terra Alta).
El Canal TE és fruit de la unió de dues antigues televisions comarcals: el Canal TE (amb seu a Amposta) i l'Ebre TV (amb seu a Tortosa), les quals eren propietat de, respectivament, el Grup Ebre i Limicola. El nou canal entrà en funcionament, de forma oficial, el 30 de setembre del 2013

## Programació
La programació del Canal Terres de l'Ebre té com a eix principal l'emissió de 3 hores diàries de programació pròpia en directe i 6 hores de la Xarxa de Comunicació Local.
- Informatiu de les Terres de l'Ebre
- Programes de debat
- Festes i esdeveniments a les Terres de l'Ebre

## L'antic Canal
L'antic Canal Terres de l'Ebre fou un canal propietat de l'empresa Tortosa Televisió. Va començar les seues emissions en proves el 28 de febrer de 2007, i els seus estudis estaven ubicats al polígon Les Tosses d'Amposta, on antigament tenia ubicades les seves instal·lacions «Visió 3 Terres de l'Ebre».